# Hroszówka (uroczysko)
Hroszówka, Gruszówka (w latach 1977–1981 Groszówka) – uroczysko-dawna miejscowość, nieistniejąca wieś znajdująca się na wschodnim brzegu Sanu pomiędzy wsiami Jabłonica Ruska i Ulucz, leżąca w historycznej ziemi sanockiej.
Teren należy do gminy Dydnia, województwo podkarpackie. Do roku 1772 wchodziła w skład starostwa mrzygłodzkiego w ekonomii samborskiej.
Pierwsze wzmianki na temat wsi pochodzą z roku 1442 pod nazwą Gruschowka. W roku 1758 tenutarjuszem wsi był Ignacy z Chyrowa Romer. Pod koniec XIX wieku w jej okolicach odnaleziono złoża ropy naftowej, eksploatowane jeszcze w XX wieku.

W połowie XIX wieku właścicielem posiadłości tabularnej w Hruszówce był Teodor Tergonde.
Do roku 1918 katolicy należeli do parafii łacińskiej w Mrzygłodzie. Zamieszkiwana była w większości przez ludność bojkowską (pochodzenia ruskiego i wołoskiego) do roku 1947. W czasie Akcji „Wisła”, całkowicie przesiedlona.
Do roku 1939 we wsi znajdował się dwór oraz gorzelnia, której właścicielem był Chaim Siller.
Obecnie o istnieniu wsi w tym miejscu świadczy odnowiona przez społeczność ukraińską kaplica św. Jana oraz tablica drogowa z nazwą Hroszówka.